# Гёле
Гёле (тур. Göle) — город в провинции Ардахан Турции. Его население составляет 7738 человек (2009). Высота над уровнем моря — 2008 м. Название происходит от грузинского названия крупнейшего средневекового поселения Кола.
Османский путешественник XVII века Эвлия Челеби, об крепости Кола:
Она [Кола] построена на земле Ахалцихе правителем Гюрджистана Леванханом; по переписи [султана] Селим-хана [I], является местом нахождения санджакбея в эйялете Чилдыр. Хасс-ы хумаюн бея по закону 300000 акче. [В санджаке] есть алайбей, черибаши, начальник крепости и гарнизонные воины. Крепость [Кола] стоит на отвесной скале, она завоевана [султаном] Селим-ханом [I]. Жалованье кадия — 150 акче [в день]. Есть соборная мечеть, постоялый двор и баня.
— Эвлия Челеби, «Книга путешествия» (Сейахатнаме), 